# Adolf Pollitzer
Adolf Pollitzer nebo Adolph Pollitzer (23. července, 1832, Pešť - 14. listopadu 1900, Londýn) byl maďarský houslista židovského původu.

## Životopis
V roce 1842 odešel do Vídně, kde studoval u Josepha Böhma na vídeňské konzervatoři; ve svých 14 letech získal na konzervatoři první cenu. Po německém koncertním turné odešel do Paříže a studoval u Alarda. V roce 1850 se odstěhoval do Anglie a působil v Her Majesty's Theatre, novém filharmonickém orchestru a v Royal Choral Society.
Byl vyhledávaným učitelem. V roce 1861, kdy vznikla London Academy of Music, byl jmenován jejím profesorem hry na housle. Toto místo zastával až do roku 1870, kdy vystřídal Wyldeho na pozici vedoucího akademii. Tím byl až do své smrti.

## Žáci
- Harold Bauer
- Edward Elgar